# Împărăteasa Meishō
Împărăteasa Meishō (japoneză 明正天皇; 9 ianuarie 1624 - 4 decembrie 1696) a fost al 109-lea Împărat al Japoniei, potrivit ordinii tradiționale de succesiune.
Domnia lui Meishō s-a întins între 1629 și 1643.
În istoria Japoniei, Meishō a fost a șaptea din cele opt femei care au deținut rolul de împărăteasă. Cele șase femei monarh care au domnit înainte de Meishō au fost:  (a) Suiko, (b) Kōgyoku/Saimei, (c) Jitō, (d) Gemmei, (e) Genshō și (f) Kōken/Shōtoku. Singura femeie care a domnit după Meishō a fost (g) Go-Sakuramachi.

## Biografie
Înainte de ascensiunea împărătesei Meishō pe Tronul Crizantemei, numele său era Oki-ko (興子)  iar titlul său pre-ascensiune era Onna-Ichi-no-miya (女一宮).
A fost a doua fiică a Împăratului Go-Mizunoo. Mama ei a fost Tokugawa Masako, fiica celui de-al doilea shōgun Tokugawa, Tokugawa Hidetada.
Meishō a locuit la palatul Heian. Nu a avut copii.
Numele ei derivă din combinarea numelor a două împărătese anterioare, Împărăteasa Gemmei (707–715) și fiica ei Împărăteasa Genshō (715–724).